# Baroniella linearis
Baroniella linearis är en oleanderväxtart som först beskrevs av Choux, och fick sitt nu gällande namn av Arthur Allman Bullock. Baroniella linearis ingår i släktet Baroniella och familjen oleanderväxter. Inga underarter finns listade i Catalogue of Life.